# Datorspelsåret 2012

## Händelser

### Juni
- 5-7 juni - Den 18:e årliga E3-mässan hålls i Los Angeles i Kalifornien i USA.[1]

### Augusti
- 15-19 augusti – Speedrun-evenemanget European Speedster Assembly hålls för första gången. Det äger rum i Skövde kulturhus.[2][3]

### November

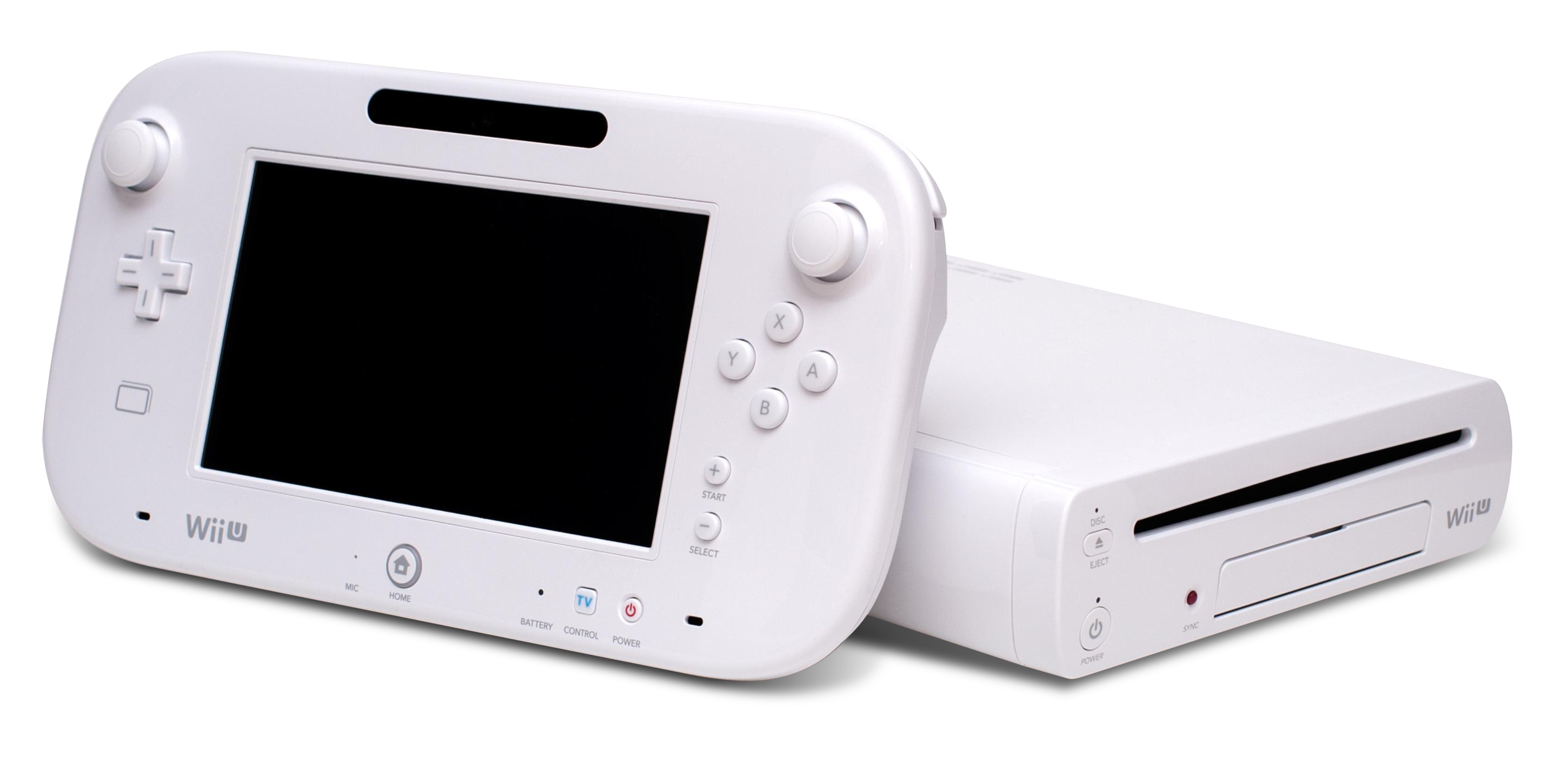
Wii U

- 18 november - Wii U lanseras i Nordamerika.
- 30 november - Wii U lanseras i Europa och Oceanien.

### December
- 7 december - Nintendos Wii Mini släppts i Kanada.[4]
- 8 december - Wii U lanseras i Japan.

## Spelsläpp

### Q1 Januari–mars
| Månad           | Dag | Titel                                              | Plattform(ar)                      |
| J A N U A R I   | 4   | Katawa Shoujo                                      | Win                                |
| J A N U A R I   | 4   | NFL Blitz                                          | PSN, XBLA                          |
| J A N U A R I   | 10  | Choplifter HD                                      | Win                                |
| J A N U A R I   | 11  | Amy                                                | XBLA                               |
| J A N U A R I   | 12  | Run Roo Run                                        | iOS                                |
| J A N U A R I   | 17  | Amy                                                | PSN                                |
| J A N U A R I   | 17  | Dustforce                                          | Win                                |
| J A N U A R I   | 18  | Caverns of Minos                                   | iOS                                |
| J A N U A R I   | 18  | Haunt                                              | XBLA                               |
| J A N U A R I   | 19  | Sonic the Hedgehog 4: Episode I                    | Win                                |
| J A N U A R I   | 19  | Sonic the Hedgehog CD                              | Win                                |
| J A N U A R I   | 25  | Oil Rush                                           | Win, Lin, Mac                      |
| J A N U A R I   | 25  | Puddle                                             | XBLA                               |
| J A N U A R I   | 25  | SOL: Exodus                                        | Win                                |
| J A N U A R I   | 26  | Dead Block                                         | Win                                |
| J A N U A R I   | 26  | Mutant Mudds                                       | 3DS eShop                          |
| J A N U A R I   | 26  | Tropico 3: Gold Edition                            | Mac                                |
| J A N U A R I   | 27  | King Arthur II: The Role-playing Wargame           | Win                                |
| J A N U A R I   | 30  | Call of Cthulhu: The Wasted Land                   | iOS                                |
| J A N U A R I   | 31  | Puddle                                             | PSN                                |
| J A N U A R I   | 31  | Final Fantasy XIII-2                               | PS3, X360                          |
| J A N U A R I   | 31  | NeverDead                                          | PS3, X360                          |
| J A N U A R I   | 31  | Soulcalibur V                                      | PS3, X360                          |
| F E B R U A R I | 1   | Analogue: A Hate Story (engelska, koreanska)       | Win, Lin, Mac                      |
| F E B R U A R I | 2   | Mortal Kombat: Arcade Kollection                   | Win                                |
| F E B R U A R I | 2   | PixelJunk Eden                                     | Win                                |
| F E B R U A R I | 3   | The Simpsons Arcade Game                           | XBLA                               |
| F E B R U A R I | 7   | The Darkness II                                    | Win, PS3, X360                     |
| F E B R U A R I | 7   | Gotham City Impostors                              | Win, PSN                           |
| F E B R U A R I | 7   | Jak and Daxter Collection                          | PS3                                |
| F E B R U A R I | 7   | Kingdoms of Amalur: Reckoning                      | Win, PS3, X360                     |
| F E B R U A R I | 7   | Resident Evil: Revelations                         | 3DS                                |
| F E B R U A R I | 7   | Shank 2                                            | Win, PSN                           |
| F E B R U A R I | 7   | The Simpsons Arcade Game                           | PSN                                |
| F E B R U A R I | 8   | Gotham City Impostors                              | XBLA                               |
| F E B R U A R I | 8   | Shank 2                                            | XBLA                               |
| F E B R U A R I | 9   | Jagged Alliance: Back in Action                    | Win                                |
| F E B R U A R I | 13  | Rhythm Heaven Fever                                | Wii                                |
| F E B R U A R I | 14  | BlazBlue: Continuum Shift Extend                   | PS3, X360, PSVita                  |
| F E B R U A R I | 14  | Crusader Kings II                                  | Win                                |
| F E B R U A R I | 14  | Grand Slam Tennis 2                                | PS3, X360                          |
| F E B R U A R I | 14  | Lumines Electronic Symphony                        | PSVita                             |
| F E B R U A R I | 14  | Mario & Sonic at the London 2012 Olympic Games     | 3DS                                |
| F E B R U A R I | 14  | Tales of the Abyss                                 | 3DS                                |
| F E B R U A R I | 14  | Tekken 3D: Prime Edition                           | 3DS                                |
| F E B R U A R I | 14  | Twisted Metal                                      | PS3                                |
| F E B R U A R I | 14  | UFC Undisputed 3                                   | PS3, X360                          |
| F E B R U A R I | 14  | Worms: Ultimate Mayhem                             | PSN                                |
| F E B R U A R I | 15  | Dear Esther                                        | Win, Mac                           |
| F E B R U A R I | 15  | F1 2011                                            | PSVita                             |
| F E B R U A R I | 15  | Little Deviants                                    | PSVita                             |
| F E B R U A R I | 15  | Michael Jackson: The Experience                    | PSVita                             |
| F E B R U A R I | 15  | Rayman Origins                                     | PSVita                             |
| F E B R U A R I | 15  | Uncharted: Golden Abyss                            | PSVita                             |
| F E B R U A R I | 15  | Warp                                               | XBLA                               |
| F E B R U A R I | 16  | Alan Wake                                          | Win                                |
| F E B R U A R I | 21  | Asura's Wrath                                      | PS3, X360                          |
| F E B R U A R I | 21  | Metal Gear Solid: Snake Eater 3D                   | 3DS                                |
| F E B R U A R I | 21  | Syndicate                                          | Win, PS3, X360                     |
| F E B R U A R I | 21  | Tales from Space: Mutant Blobs Attack              | Win, Mac, PSVita                   |
| F E B R U A R I | 21  | WWE WrestleFest                                    | iOS                                |
| F E B R U A R I | 22  | Alan Wake's American Nightmare                     | XBLA                               |
| F E B R U A R I | 22  | Army Corps of Hell                                 | PSVita                             |
| F E B R U A R I | 22  | Ben 10: Galactic Racing                            | PSVita                             |
| F E B R U A R I | 22  | Dillon's Rolling Western                           | 3DS                                |
| F E B R U A R I | 22  | Dungeon Hunter: Alliance                           | PSVita                             |
| F E B R U A R I | 22  | Dynasty Warriors Next                              | PSVita                             |
| F E B R U A R I | 22  | Escape Plan                                        | PSVita                             |
| F E B R U A R I | 22  | Hot Shots Golf: World International                | PSVita                             |
| F E B R U A R I | 22  | Hustle Kings                                       | PSVita                             |
| F E B R U A R I | 22  | ModNation Racers: Road Trip                        | PSVita                             |
| F E B R U A R I | 22  | Ninja Gaiden Sigma Plus                            | PSVita                             |
| F E B R U A R I | 22  | Plants vs. Zombies                                 | PSVita                             |
| F E B R U A R I | 22  | Shinobido 2: Revenge of Zen                        | PSVita                             |
| F E B R U A R I | 22  | Super Stardust Delta                               | PSVita                             |
| F E B R U A R I | 22  | Touch My Katamari                                  | PSVita                             |
| F E B R U A R I | 22  | Ultimate Marvel vs. Capcom 3                       | PSVita                             |
| F E B R U A R I | 22  | Wipeout 2048                                       | PSVita                             |
| F E B R U A R I | 23  | Wargame: European Escalation                       | Win                                |
| F E B R U A R I | 24  | Gridrunner iOS                                     | iOS                                |
| F E B R U A R I | 27  | PokéPark 2: Wonders Beyond                         | Wii                                |
| F E B R U A R I | 27  | Zombies, Run!                                      | iOS                                |
| F E B R U A R I | 28  | Auditorium                                         | Win, Mac                           |
| F E B R U A R I | 28  | Binary Domain                                      | PS3, X360                          |
| F E B R U A R I | 28  | Hyperdimension Neptunia Mk2                        | PS3                                |
| F E B R U A R I | 28  | Mortal Kombat: Komplete Edition                    | PS3, X360                          |
| F E B R U A R I | 28  | Shin Megami Tensei: Devil Survivor 2               | NDS                                |
| F E B R U A R I | 28  | SSX                                                | PS3, X360                          |
| F E B R U A R I | 29  | Microsoft Flight                                   | Win                                |
| F E B R U A R I | 29  | Nexuiz                                             | XBLA                               |
| F E B R U A R I | 29  | Wakfu                                              | Win, Lin, Mac                      |
| M A R S         | 1   | Deep Black: Reloaded                               | Win                                |
| M A R S         | 1   | The Simpsons: Tapped Out                           | iOS                                |
| M A R S         | 1   | Vessel                                             | Win                                |
| M A R S         | 6   | Blades of Time                                     | PS3, X360                          |
| M A R S         | 6   | Crush 3D                                           | 3DS                                |
| M A R S         | 6   | Lego Harry Potter: Years 5–7                       | PSVita                             |
| M A R S         | 6   | Major League Baseball 2K12                         | Win, PS3, X360, Wii, PS2, PSP, NDS |
| M A R S         | 6   | Mass Effect 3                                      | Win, PS3, X360                     |
| M A R S         | 6   | Mass Effect: Infiltrator                           | iOS, Droid                         |
| M A R S         | 6   | MLB 12: The Show                                   | PS3, PSVita                        |
| M A R S         | 6   | MotorStorm: RC                                     | PS3, PSVita                        |
| M A R S         | 6   | The Sims 3: Showtime                               | Win, Mac                           |
| M A R S         | 6   | Stacking                                           | Win                                |
| M A R S         | 6   | Street Fighter X Tekken                            | PS3, X360                          |
| M A R S         | 6   | Unit 13                                            | PSVita                             |
| M A R S         | 7   | I Am Alive                                         | XBLA                               |
| M A R S         | 11  | Mario Party 9                                      | Wii                                |
| M A R S         | 13  | Birds of Steel                                     | PS3, X360                          |
| M A R S         | 13  | FIFA Street                                        | PS3, X360                          |
| M A R S         | 13  | Journey                                            | PSN                                |
| M A R S         | 13  | Naruto Shippuden: Ultimate Ninja Storm Generations | PS3, X360                          |
| M A R S         | 13  | Reality Fighters                                   | PSVita                             |
| M A R S         | 13  | Ridge Racer                                        | PSVita                             |
| M A R S         | 13  | Shoot Many Robots                                  | PSN                                |
| M A R S         | 13  | Silent Hill: Downpour                              | PS3, X360                          |
| M A R S         | 13  | Tales of Graces ƒ                                  | PS3                                |
| M A R S         | 13  | Warp                                               | Win, PSN                           |
| M A R S         | 13  | Yakuza: Dead Souls                                 | PS3                                |
| M A R S         | 14  | Shoot Many Robots                                  | XBLA                               |
| M A R S         | 15  | Chaos Rings II                                     | iOS                                |
| M A R S         | 15  | Dungeon Defenders                                  | Mac                                |
| M A R S         | 19  | Ys: The Oath in Felghana                           | Win                                |
| M A R S         | 20  | Armored Core V                                     | PS3, X360                          |
| M A R S         | 20  | Ninja Gaiden 3                                     | PS3, X360                          |
| M A R S         | 20  | Resident Evil: Operation Raccoon City              | PS3, X360                          |
| M A R S         | 20  | Silent Hill HD Collection                          | PS3, X360                          |
| M A R S         | 20  | Sumioni                                            | PSVita                             |
| M A R S         | 20  | Warriors Orochi 3                                  | PS3                                |
| M A R S         | 21  | Mutant Storm Reloaded                              | Win                                |
| M A R S         | 21  | Sine Mora                                          | XBLA                               |
| M A R S         | 22  | Angry Birds Space                                  | Win, Mac, iOS                      |
| M A R S         | 23  | Kid Icarus: Uprising                               | 3DS                                |
| M A R S         | 23  | Rayman 3 HD                                        | PSN, XBLA                          |
| M A R S         | 23  | Total War: Shogun 2 – Fall of the Samurai          | Win                                |
| M A R S         | 27  | Capcom Digital Collection                          | X360                               |
| M A R S         | 27  | Closure                                            | PSN                                |
| M A R S         | 27  | Gettysburg: Armored Warfare                        | Win                                |
| M A R S         | 27  | Ridge Racer Unbounded                              | Win, PS3, X360                     |
| M A R S         | 27  | Tiger Woods PGA Tour 13                            | PS3, X360                          |
| M A R S         | 27  | Tropico 4: Modern Times                            | X360                               |
| M A R S         | 27  | Warriors Orochi 3                                  | X360                               |
| M A R S         | 28  | Wrecked: Revenge Revisited                         | PSN, XBLA                          |
| M A R S         | 29  | BioShock 2                                         | Mac                                |
| M A R S         | 29  | Rayman Origins                                     | Win                                |
| M A R S         | 30  | South Park: Tenorman's Revenge                     | XBLA                               |
| M A R S         | 31  | Trine 2                                            | Lin                                |

### Q2 April–juni
| Månad     | Dag | Titel                                                  | Plattform(ar)                         |
| A P R I L | 3   | Blacklight: Retribution                                | Win                                   |
| A P R I L | 3   | Devil May Cry: HD Collection                           | PS3, X360                             |
| A P R I L | 3   | I Am Alive                                             | PSN                                   |
| A P R I L | 3   | Kinect Star Wars                                       | X360                                  |
| A P R I L | 4   | Diabolical Pitch                                       | XBLA                                  |
| A P R I L | 5   | Bug Princess 2                                         | iOS                                   |
| A P R I L | 5   | Confrontation                                          | Win                                   |
| A P R I L | 6   | Anomaly: Warzone Earth                                 | XBLA                                  |
| A P R I L | 6   | Shoot Many Robots                                      | Win                                   |
| A P R I L | 6   | Xenoblade Chronicles                                   | Wii                                   |
| A P R I L | 10  | Naval War: Arctic Circle                               | Win                                   |
| A P R I L | 10  | Skullgirls                                             | PSN                                   |
| A P R I L | 11  | Avernum: Escape from the Pit                           | Win                                   |
| A P R I L | 11  | Burnout Crash!                                         | iOS                                   |
| A P R I L | 11  | Legend of Grimrock                                     | Win                                   |
| A P R I L | 11  | Skullgirls                                             | XBLA                                  |
| A P R I L | 12  | Candy Crush Saga                                       | Facebook                              |
| A P R I L | 12  | Men of War: Condemned Heroes                           | Win                                   |
| A P R I L | 12  | Tribes: Ascend                                         | Win                                   |
| A P R I L | 13  | Fez                                                    | XBLA                                  |
| A P R I L | 13  | Spirit Camera: The Cursed Memoir                       | 3DS                                   |
| A P R I L | 16  | Superbrothers: Sword & Sworcery EP                     | Win                                   |
| A P R I L | 17  | Disgaea 3: Absence of Detention                        | PSVita                                |
| A P R I L | 17  | The House of the Dead 4                                | PSN                                   |
| A P R I L | 17  | Insanely Twisted Shadow Planet                         | Win                                   |
| A P R I L | 17  | The Witcher 2: Assassins of Kings Enhanced Edition     | X360                                  |
| A P R I L | 18  | Trials Evolution                                       | XBLA                                  |
| A P R I L | 20  | Blades of Time                                         | Win, Mac                              |
| A P R I L | 20  | The Darkness II                                        | Mac                                   |
| A P R I L | 23  | Serious Sam 3: BFE                                     | Mac                                   |
| A P R I L | 24  | Prototype 2                                            | PS3, X360                             |
| A P R I L | 24  | UEFA Euro 2012                                         | Win, PS3, X360                        |
| A P R I L | 25  | The Walking Dead: Episode 1 – A New Day                | Win, PSN, Mac, iOS                    |
| A P R I L | 26  | Deus Ex: Human Revolution Ultimate Edition             | Mac                                   |
| A P R I L | 27  | Binary Domain                                          | Win                                   |
| A P R I L | 27  | Risen 2: Dark Waters                                   | Win                                   |
| A P R I L | 27  | The Walking Dead: Episode 1 – A New Day                | XBLA                                  |
| M A J     | 1   | The Exiled Realm of Arborea                            | Win                                   |
| M A J     | 1   | Sniper Elite V2                                        | Win, PS3, X360                        |
| M A J     | 1   | The Legend of Dragoon                                  | PSN                                   |
| M A J     | 1   | Mortal Kombat: Komplete Edition                        | PSVita                                |
| M A J     | 2   | Fable Heroes                                           | XBLA                                  |
| M A J     | 3   | Nexuiz                                                 | Win                                   |
| M A J     | 8   | Starhawk                                               | PS3                                   |
| M A J     | 8   | Tomb of the Lost Queen                                 | Win, Mac                              |
| M A J     | 9   | Minecraft                                              | XBLA                                  |
| M A J     | 11  | Street Fighter X Tekken                                | Win                                   |
| M A J     | 15  | Battleship                                             | PS3, X360, NDS, 3DS                   |
| M A J     | 15  | Diablo III                                             | Win, Mac                              |
| M A J     | 15  | Game of Thrones                                        | Win, PS3, X360                        |
| M A J     | 15  | Max Payne 3                                            | PS3, X360                             |
| M A J     | 15  | PixelJunk 4am                                          | PSN                                   |
| M A J     | 15  | Sonic the Hedgehog 4: Episode II                       | Win, PSN                              |
| M A J     | 16  | Sonic the Hedgehog 4: Episode II                       | XBLA                                  |
| M A J     | 17  | Sonic the Hedgehog 4: Episode II                       | iOS                                   |
| M A J     | 18  | Dragon's Lair                                          | XBLA                                  |
| M A J     | 18  | Resident Evil: Operation Raccoon City                  | Win                                   |
| M A J     | 20  | Mario Tennis Open                                      | 3DS                                   |
| M A J     | 22  | Alan Wake's American Nightmare                         | Win                                   |
| M A J     | 22  | Dragon's Dogma                                         | PS3, X360                             |
| M A J     | 22  | MIB: Alien Crisis                                      | PS3, X360, Wii                        |
| M A J     | 22  | Sorcery                                                | PS3                                   |
| M A J     | 22  | Tom Clancy's Ghost Recon: Future Soldier               | PS3, X360                             |
| M A J     | 23  | Dirt: Showdown                                         | Win                                   |
| M A J     | 23  | Doctor Who: The Eternity Clock                         | PSN                                   |
| M A J     | 24  | Pastry Panic                                           | iOS                                   |
| M A J     | 28  | The Binding of Isaac: Wrath of the Lamb                | Win, Mac                              |
| M A J     | 29  | Resistance: Burning Skies                              | PSVita                                |
| M A J     | 29  | Ys Origin                                              | Win                                   |
| J U N I   | 1   | Max Payne 3                                            | Win                                   |
| J U N I   | 5   | Inversion                                              | PS3, X360                             |
| J U N I   | 5   | Rayman Origins                                         | 3DS                                   |
| J U N I   | 10  | Pikmin 2                                               | Wii                                   |
| J U N I   | 12  | Dirt: Showdown                                         | PS3, X360                             |
| J U N I   | 12  | Gravity Rush                                           | PSVita                                |
| J U N I   | 12  | Metal Gear Solid HD Collection                         | PSVita                                |
| J U N I   | 12  | Gungnir                                                | PSP                                   |
| J U N I   | 12  | Lollipop Chainsaw                                      | PS3, X360                             |
| J U N I   | 12  | Sins of a Solar Empire: Rebellion                      | Win                                   |
| J U N I   | 13  | Doctor Who: The Eternity Clock                         | PSVita                                |
| J U N I   | 14  | Pocket Planes                                          | iOS                                   |
| J U N I   | 18  | Pokémon Conquest                                       | NDS                                   |
| J U N I   | 19  | Brave                                                  | Win, PS3, X360, Wii, PSVita, NDS, 3DS |
| J U N I   | 19  | Civilization V: Gods & Kings                           | Win, Mac                              |
| J U N I   | 19  | Lego Batman 2: DC Super Heroes                         | Win, PS3, X360, Wii, PSVita, 3DS      |
| J U N I   | 19  | Magicka: The Other Side of the Coin                    | Win                                   |
| J U N I   | 19  | Steel Battalion: Heavy Armor                           | X360                                  |
| J U N I   | 19  | Tomba!                                                 | PSN                                   |
| J U N I   | 20  | Magic: The Gathering – Duels of the Planeswalkers 2013 | Win, PSN, XBLA, iOS                   |
| J U N I   | 21  | Quantum Conundrum                                      | Win                                   |
| J U N I   | 25  | Penny Arcade Adventures - Episode 3                    | Win, Mac                              |
| J U N I   | 26  | The Amazing Spider-Man                                 | PS3, X360, Wii, 3DS                   |
| J U N I   | 26  | London 2012                                            | Win, PS3, X360                        |
| J U N I   | 26  | Spec Ops: The Line                                     | Win, PS3, X360                        |
| J U N I   | 26  | Tom Clancy's Ghost Recon: Future Soldier               | Win                                   |
| J U N I   | 26  | Unchained Blades                                       | PSP                                   |
| J U N I   | 27  | Record of Agarest War 2                                | PS3                                   |
| J U N I   | 27  | The Walking Dead: Episode 2 – Starved for Help         | Win, Mac, PSN, XBLA, iOS              |
| J U N I   | 27  | Final Fantasy III                                      | Droid                                 |
| J U N I   | 29  | Mini Ninjas Adventures                                 | XBLA                                  |

### Q3 Juli–september
| Månad             | Dag | Titel                                         | Plattform(ar)                              |
| J U L I           | 3   | Test Drive: Ferrari Racing Legends            | PS3, X360                                  |
| J U L I           | 3   | The Secret World                              | Win                                        |
| J U L I           | 3   | Theatrhythm Final Fantasy                     | 3DS                                        |
| J U L I           | 4   | Spelunky                                      | XBLA                                       |
| J U L I           | 10  | NCAA Football 13                              | PS3, X360                                  |
| J U L I           | 10  | Quantum Conundrum                             | PSN                                        |
| J U L I           | 10  | Rhythm Thief & the Emperor’s Treasure         | 3DS                                        |
| J U L I           | 11  | Quantum Conundrum                             | XBLA                                       |
| J U L I           | 12  | AFL Live: Game of the Year Edition            | Win, PS3, X360                             |
| J U L I           | 12  | Tiny Wings 2                                  | iOS                                        |
| J U L I           | 17  | Heroes of Ruin                                | 3DS                                        |
| J U L I           | 17  | Dyad                                          | PSN                                        |
| J U L I           | 18  | Tony Hawk's Pro Skater HD                     | XBLA                                       |
| J U L I           | 19  | Fieldrunners 2                                | iOS                                        |
| J U L I           | 24  | Prototype 2                                   | Win                                        |
| J U L I           | 25  | Wreckateer                                    | XBLA                                       |
| J U L I           | 26  | Danganronpa 2: Goodbye Despair                | PSP                                        |
| J U L I           | 27  | Inversion                                     | Win                                        |
| J U L I           | 28  | Warsow                                        | Win, Mac, Lin                              |
| J U L I           | 30  | Orcs Must Die! 2                              | Win                                        |
| J U L I           | 31  | Kingdom Hearts 3D: Dream Drop Distance        | 3DS                                        |
| J U L I           | 31  | Risen 2: Dark Waters                          | PS3, X360                                  |
| J U L I           | 31  | Growlanser Wayfarer of Time                   | PSP                                        |
| A U G U S T I     | 1   | Deadlight                                     | XBLA                                       |
| A U G U S T I     | 7   | Persona 4 Arena                               | PS3, X360                                  |
| A U G U S T I     | 7   | Sound Shapes                                  | PSN                                        |
| A U G U S T I     | 8   | Hybrid                                        | XBLA                                       |
| A U G U S T I     | 10  | The Amazing Spider-Man                        | Win                                        |
| A U G U S T I     | 13  | Sanctum                                       | Mac                                        |
| A U G U S T I     | 13  | Iron Brigade                                  | Win                                        |
| A U G U S T I     | 14  | Darksiders II                                 | Win, PS3, X360                             |
| A U G U S T I     | 14  | The Last Story                                | Wii                                        |
| A U G U S T I     | 14  | Papo & Yo                                     | PSN                                        |
| A U G U S T I     | 14  | Sleeping Dogs                                 | Win, PS3, X360                             |
| A U G U S T I     | 15  | Dust: An Elysian Tail                         | XBLA                                       |
| A U G U S T I     | 15  | Tales from Space: Mutant Blobs Attack         | Win                                        |
| A U G U S T I     | 15  | Tom Clancy's Ghost Recon Online               | Win                                        |
| A U G U S T I     | 19  | New Super Mario Bros. 2                       | 3DS                                        |
| A U G U S T I     | 21  | Counter-Strike: Global Offensive              | Win, PSN, XBLA, Mac                        |
| A U G U S T I     | 21  | The Expendables 2 Video game                  | Win, PSN, XBLA                             |
| A U G U S T I     | 21  | Jojo's Bizarre Adventure HD                   | PSN                                        |
| A U G U S T I     | 21  | Retro/Grade                                   | PSN                                        |
| A U G U S T I     | 21  | Transformers: Fall of Cybertron               | Win, PS3, X360                             |
| A U G U S T I     | 21  | Way of the Samurai 4                          | PSN                                        |
| A U G U S T I     | 22  | Jojo's Bizarre Adventure HD                   | XBLA                                       |
| A U G U S T I     | 24  | Dark Souls: Prepare to Die Edition            | Win                                        |
| A U G U S T I     | 28  | God of War Saga                               | PS3                                        |
| A U G U S T I     | 28  | Guild Wars 2                                  | Win                                        |
| A U G U S T I     | 28  | Madden NFL 13                                 | PS3, X360, Wii, PSVita                     |
| A U G U S T I     | 28  | Ratchet & Clank Collection                    | PS3                                        |
| A U G U S T I     | 28  | Rock Band Blitz                               | PSN                                        |
| A U G U S T I     | 28  | Tony Hawk's Pro Skater HD                     | PSN                                        |
| A U G U S T I     | 28  | The Walking Dead: Episode 3 – Long Road Ahead | PSN                                        |
| A U G U S T I     | 29  | Rock Band Blitz                               | XBLA                                       |
| A U G U S T I     | 29  | The Walking Dead: Episode 3 – Long Road Ahead | Win, XBLA                                  |
| A U G U S T I     | 30  | Mutant Mudds                                  | Win                                        |
| A U G U S T I     | 31  | Cypher                                        | Win, Mac                                   |
| A U G U S T I     | 31  | Final Fantasy Dimensions                      | iOS, Droid                                 |
| S E P T E M B E R | 3   | Sacred Gold                                   | Lin                                        |
| S E P T E M B E R | 4   | Zen Pinball 2                                 | PSN                                        |
| S E P T E M B E R | 6   | Trine 2: Goblin Menace                        | Win, Mac                                   |
| S E P T E M B E R | 6   | I Am Alive                                    | Win                                        |
| S E P T E M B E R | 7   | Closure                                       | Win, Mac                                   |
| S E P T E M B E R | 7   | Mark of the Ninja                             | XBLA                                       |
| S E P T E M B E R | 11  | Anomaly: Warzone Earth                        | PSN                                        |
| S E P T E M B E R | 11  | Double Dragon Neon                            | PSN                                        |
| S E P T E M B E R | 11  | NBA Baller Beats                              | X360                                       |
| S E P T E M B E R | 11  | NHL 13                                        | PS3, X360                                  |
| S E P T E M B E R | 11  | Tekken Tag Tournament 2                       | PS3, X360                                  |
| S E P T E M B E R | 12  | Double Dragon Neon                            | XBLA                                       |
| S E P T E M B E R | 13  | Prince of Persia Classic                      | Droid                                      |
| S E P T E M B E R | 13  | Fractured Soul                                | 3DS                                        |
| S E P T E M B E R | 14  | Black Mesa                                    | Win                                        |
| S E P T E M B E R | 14  | FTL: Faster Than Light                        | Win, Lin, Mac                              |
| S E P T E M B E R | 14  | Joe Danger 2: The Movie                       | XBLA                                       |
| S E P T E M B E R | 16  | Kirby's Dream Collection: Special Edition     | Wii                                        |
| S E P T E M B E R | 18  | Borderlands 2                                 | Win, PS3, X360                             |
| S E P T E M B E R | 18  | F1 2012                                       | Win, PS3, X360                             |
| S E P T E M B E R | 18  | Jet Set Radio HD                              | PSN                                        |
| S E P T E M B E R | 18  | Tony Hawk's Pro Skater HD                     | Win                                        |
| S E P T E M B E R | 19  | Jet Set Radio HD                              | Win, XBLA                                  |
| S E P T E M B E R | 20  | Rayman Jungle Run                             | iOS, Droid                                 |
| S E P T E M B E R | 20  | Torchlight II                                 | Win, Mac                                   |
| S E P T E M B E R | 22  | Pocket Planes                                 | Droid                                      |
| S E P T E M B E R | 25  | Angry Birds Trilogy                           | X360, PS3, 3DS                             |
| S E P T E M B E R | 25  | Dead or Alive 5                               | PS3, X360                                  |
| S E P T E M B E R | 25  | FIFA 13                                       | Win, PS3, X360, Wii, PSVita, PSP, PS2, iOS |
| S E P T E M B E R | 25  | Grand Theft Auto III                          | PSN                                        |
| S E P T E M B E R | 25  | LittleBigPlanet PS Vita                       | PSVita                                     |
| S E P T E M B E R | 25  | Marvel vs. Capcom Origins                     | PSN                                        |
| S E P T E M B E R | 25  | One Piece: Pirate Warriors                    | PS3                                        |
| S E P T E M B E R | 25  | Pro Evolution Soccer 2013                     | Win, PS3, X360                             |
| S E P T E M B E R | 25  | The Testament of Sherlock Holmes              | Win, PS3, X360                             |
| S E P T E M B E R | 25  | Tokyo Jungle                                  | PSN                                        |
| S E P T E M B E R | 25  | World of Warcraft: Mists of Pandaria          | Win, Mac                                   |
| S E P T E M B E R | 25  | Yumby Toss                                    | iOS                                        |
| S E P T E M B E R | 26  | Castle Crashers                               | Win                                        |
| S E P T E M B E R | 26  | Marvel vs. Capcom Origins                     | XBLA                                       |
| S E P T E M B E R | 27  | Bad Piggies                                   | iOS, Droid, Win, Mac                       |
| S E P T E M B E R | 27  | Half-Minute Hero                              | Win                                        |

### Q4 Oktober–december
| Månad           | Dag | Titel                                                       | Plattform(ar)                       |
| O K T O B E R   | 2   | Carrier Command: Gaea Mission                               | Win, X360                           |
| O K T O B E R   | 2   | NBA 2K13                                                    | Win, X360, PS3, PSP, Wii            |
| O K T O B E R   | 2   | Nights into Dreams HD                                       | PSN                                 |
| O K T O B E R   | 2   | Resident Evil 6                                             | PS3, X360                           |
| O K T O B E R   | 2   | Sonic Adventure 2                                           | PSN                                 |
| O K T O B E R   | 2   | War of the Roses                                            | Win                                 |
| O K T O B E R   | 2   | Port Royale 3                                               | PS3                                 |
| O K T O B E R   | 2   | Just Dance 4                                                | Wii, Wii U, Playstation 3, Xbox 360 |
| O K T O B E R   | 5   | Nights into Dreams HD                                       | XBLA                                |
| O K T O B E R   | 5   | Sonic Adventure 2                                           | XBLA                                |
| O K T O B E R   | 7   | Pokémon Black 2 and White 2                                 | NDS                                 |
| O K T O B E R   | 9   | Code of Princess                                            | 3DS                                 |
| O K T O B E R   | 9   | Dishonored                                                  | Win, PS3, X360                      |
| O K T O B E R   | 9   | Fable: The Journey                                          | X360                                |
| O K T O B E R   | 9   | The Walking Dead: Episode 4 – Around Every Corner           | PSN                                 |
| O K T O B E R   | 9   | Joe Danger 2: The Movie                                     | PSN                                 |
| O K T O B E R   | 9   | Just Dance 4                                                | Wii, PS3, X360                      |
| O K T O B E R   | 9   | Machinarium                                                 | PS3                                 |
| O K T O B E R   | 9   | Retro City Rampage                                          | PSN, Win                            |
| O K T O B E R   | 9   | XCOM: Enemy Unknown                                         | Win, PS3, X360                      |
| O K T O B E R   | 10  | Chaos Rings                                                 | Droid                               |
| O K T O B E R   | 10  | The Walking Dead: Episode 4 – Around Every Corner           | Win, XBLA                           |
| O K T O B E R   | 10  | Naughty Bear: Panic in Paradise                             | PSN, XBLA                           |
| O K T O B E R   | 11  | Of Orcs and Men                                             | Win, PS3, X360                      |
| O K T O B E R   | 15  | The Lord of the Rings Online: Riders of Rohan               | Win                                 |
| O K T O B E R   | 16  | 007 Legends                                                 | PS3, X360                           |
| O K T O B E R   | 16  | Chivalry: Medieval Warfare                                  | Win                                 |
| O K T O B E R   | 16  | Dance Central 3                                             | X360                                |
| O K T O B E R   | 16  | Doom 3: BFG Edition                                         | Win, X360, PS3                      |
| O K T O B E R   | 16  | Dragon Ball Z For Kinect                                    | X360                                |
| O K T O B E R   | 16  | Mark of the Ninja                                           | Win                                 |
| O K T O B E R   | 16  | Rocksmith                                                   | Win                                 |
| O K T O B E R   | 16  | RollerCoaster Tycoon 3D                                     | 3DS                                 |
| O K T O B E R   | 16  | Silent Hill: Book of Memories                               | PSVita                              |
| O K T O B E R   | 17  | Carmageddon                                                 | iOS                                 |
| O K T O B E R   | 17  | Serious Sam 3: BFE                                          | XBLA                                |
| O K T O B E R   | 17  | Viking: Battle for Asgard                                   | Win                                 |
| O K T O B E R   | 18  | Sonic Jump                                                  | iOS                                 |
| O K T O B E R   | 18  | The Witcher 2: Assassins of Kings                           | Mac                                 |
| O K T O B E R   | 19  | Euro Truck Simulator 2                                      | Win                                 |
| O K T O B E R   | 21  | Michael Jackson: The Experience                             | Mac                                 |
| O K T O B E R   | 21  | Skylanders: Giants                                          | PS3, X360, Wii, 3DS                 |
| O K T O B E R   | 23  | A Game of Dwarves                                           | Win                                 |
| O K T O B E R   | 23  | Elemental: Fallen Enchantress                               | Win                                 |
| O K T O B E R   | 23  | Forza Horizon                                               | X360                                |
| O K T O B E R   | 23  | Giana Sisters: Twisted Dreams                               | Win                                 |
| O K T O B E R   | 23  | Hotline Miami                                               | Win                                 |
| O K T O B E R   | 23  | Killzone HD                                                 | PSN                                 |
| O K T O B E R   | 23  | Medal of Honor: Warfighter                                  | Win, PS3, X360                      |
| O K T O B E R   | 23  | Street Fighter X Tekken                                     | PSVita                              |
| O K T O B E R   | 23  | The Unfinished Swan                                         | PSN                                 |
| O K T O B E R   | 23  | Zero Escape: Virtue's Last Reward                           | 3DS, PSVita                         |
| O K T O B E R   | 25  | Deadlight                                                   | Win                                 |
| O K T O B E R   | 25  | The Fool and His Money                                      | Win, Mac                            |
| O K T O B E R   | 28  | Professor Layton and the Miracle Mask                       | 3DS                                 |
| O K T O B E R   | 29  | Guns of Icarus Online                                       | Win, Mac                            |
| O K T O B E R   | 29  | Primal Carnage                                              | Win                                 |
| O K T O B E R   | 30  | Assassin's Creed III                                        | PS3, X360                           |
| O K T O B E R   | 30  | Assassin's Creed III: Liberation                            | PSVita                              |
| O K T O B E R   | 30  | LEGO The Lord of the Rings: The Video Game                  | PSVita, 3DS, NDS                    |
| O K T O B E R   | 30  | Marvel Avengers: Battle for Earth                           | X360                                |
| O K T O B E R   | 30  | Need for Speed: Most Wanted                                 | Win, X360, PS3, PSVita, iOS, Droid  |
| O K T O B E R   | 30  | Nike+ Kinect Training                                       | X360                                |
| O K T O B E R   | 30  | Ōkami HD                                                    | PSN                                 |
| O K T O B E R   | 30  | Sports Champions 2                                          | PS3                                 |
| O K T O B E R   | 30  | Transformers: Prime – The Game                              | Wii, NDS, 3DS                       |
| O K T O B E R   | 30  | WWE '13                                                     | PS3, X360, Wii                      |
| O K T O B E R   | 30  | Zone of the Enders HD Collection                            | PS3, X360                           |
| O K T O B E R   | 31  | Natural Selection 2                                         | Win                                 |
| O K T O B E R   | 31  | Painkiller: Hell & Damnation                                | Win                                 |
| O K T O B E R   | 31  | Pid                                                         | Win, Mac, XBLA, PSN                 |
| N O V E M B E R | 2   | 007 Legends                                                 | Win                                 |
| N O V E M B E R | 2   | Football Manager 2013                                       | Win, Mac                            |
| N O V E M B E R | 6   | Dragon Ball Z Budokai: HD Collection                        | PS3, X360                           |
| N O V E M B E R | 6   | Halo 4                                                      | X360                                |
| N O V E M B E R | 6   | Harvest Moon: A New Beginning                               | 3DS                                 |
| N O V E M B E R | 6   | LittleBigPlanet Karting                                     | PS3                                 |
| N O V E M B E R | 6   | Pro Evolution Soccer 2013                                   | Wii, PS2, PSP                       |
| N O V E M B E R | 6   | Rayman Origins                                              | 3DS                                 |
| N O V E M B E R | 8   | Angry Birds Star Wars                                       | Win, Mac, iOS, Droid                |
| N O V E M B E R | 9   | Sine Mora                                                   | Win                                 |
| N O V E M B E R | 11  | Paper Mario: Sticker Star                                   | 3DS                                 |
| N O V E M B E R | 13  | Call of Duty: Black Ops II                                  | Win, PS3, X360                      |
| N O V E M B E R | 13  | Call of Duty: Black Ops: Declassified                       | PSVita                              |
| N O V E M B E R | 13  | F1 Race Stars                                               | Win, PS3, X360                      |
| N O V E M B E R | 13  | Lego The Lord of the Rings: The Video Game                  | Win, PS3, X360, Wii                 |
| N O V E M B E R | 13  | Rift: Storm Legion                                          | Win                                 |
| N O V E M B E R | 13  | Scribblenauts Unlimited                                     | 3DS                                 |
| N O V E M B E R | 13  | Wonderbook: Book of Spells                                  | PS3                                 |
| N O V E M B E R | 18  | Assassin's Creed III                                        | WiiU                                |
| N O V E M B E R | 18  | Batman: Arkham City Armored Edition                         | WiiU                                |
| N O V E M B E R | 18  | Call of Duty: Black Ops II                                  | WiiU                                |
| N O V E M B E R | 18  | Chasing Aurora                                              | WiiU                                |
| N O V E M B E R | 18  | Darksiders II                                               | WiiU                                |
| N O V E M B E R | 18  | Epic Mickey: Power of Illusion                              | 3DS                                 |
| N O V E M B E R | 18  | Epic Mickey 2: The Power of Two                             | PS3, X360, Wii, WiiU                |
| N O V E M B E R | 18  | FIFA Soccer 13                                              | WiiU                                |
| N O V E M B E R | 18  | Game Party Champions                                        | WiiU                                |
| N O V E M B E R | 18  | Just Dance 4                                                | WiiU                                |
| N O V E M B E R | 18  | Little Inferno                                              | WiiU                                |
| N O V E M B E R | 18  | Marvel Avengers: Battle for Earth                           | WiiU                                |
| N O V E M B E R | 18  | Mighty Switch Force! Hyper Drive Edition                    | WiiU                                |
| N O V E M B E R | 18  | Nano Assault Neo                                            | WiiU                                |
| N O V E M B E R | 18  | New Super Mario Bros. U                                     | WiiU                                |
| N O V E M B E R | 18  | Ninja Gaiden 3: Razor's Edge                                | WiiU                                |
| N O V E M B E R | 18  | Nintendo Land                                               | WiiU                                |
| N O V E M B E R | 18  | Rabbids Land                                                | WiiU                                |
| N O V E M B E R | 18  | Scribblenauts Unlimited                                     | WiiU                                |
| N O V E M B E R | 18  | Sing Party                                                  | WiiU                                |
| N O V E M B E R | 18  | Skylanders: Giants                                          | WiiU                                |
| N O V E M B E R | 18  | Sonic & All-Stars Racing Transformed                        | WiiU, PS3, X360                     |
| N O V E M B E R | 18  | Tekken Tag Tournament 2                                     | WiiU                                |
| N O V E M B E R | 18  | Transformers: Prime – The Game                              | WiiU                                |
| N O V E M B E R | 18  | Trine 2: Director's Cut                                     | WiiU                                |
| N O V E M B E R | 18  | Warriors Orochi 3: Hyper                                    | WiiU                                |
| N O V E M B E R | 18  | Wipeout: The Game 3                                         | WiiU                                |
| N O V E M B E R | 18  | Your Shape: Fitness Evolved 2013                            | WiiU                                |
| N O V E M B E R | 18  | ZombiU                                                      | WiiU                                |
| N O V E M B E R | 19  | Little Inferno                                              | Win                                 |
| N O V E M B E R | 19  | Sonic Adventure 2                                           | Win                                 |
| N O V E M B E R | 20  | Adventure Time: Hey Ice King! Why'd You Steal Our Garbage?! | 3DS, NDS                            |
| N O V E M B E R | 20  | Assassin's Creed III                                        | Win                                 |
| N O V E M B E R | 20  | Borderlands 2                                               | Mac                                 |
| N O V E M B E R | 20  | Family Guy: Back to the Multiverse                          | Win, PS3, X360                      |
| N O V E M B E R | 20  | Hitman: Absolution                                          | Win, PS3, X360                      |
| N O V E M B E R | 20  | Jet Set Radio HD                                            | PSVita                              |
| N O V E M B E R | 20  | Persona 4: Golden                                           | PSVita                              |
| N O V E M B E R | 20  | PlanetSide 2                                                | Win                                 |
| N O V E M B E R | 20  | PlayStation All-Stars Battle Royale                         | PS3, PSVita                         |
| N O V E M B E R | 20  | Rise of the Guardians: The Video Game                       | PS3, X360, Wii, WiiU, 3DS, NDS      |
| N O V E M B E R | 20  | Scribblenauts Unlimited                                     | Win                                 |
| N O V E M B E R | 20  | Sine Mora                                                   | PSN, PSVita                         |
| N O V E M B E R | 20  | The Walking Dead: Episode 5 – No Time Left                  | PS3                                 |
| N O V E M B E R | 21  | The Walking Dead: Episode 5 - No Time Left                  | Win, X360, Mac, iOS                 |
| N O V E M B E R | 27  | Fighting Vipers                                             | PSN                                 |
| N O V E M B E R | 27  | Ratchet & Clank: Full Frontal Assault                       | PSN, PSVita                         |
| N O V E M B E R | 27  | Sonic the Fighters                                          | PSN                                 |
| N O V E M B E R | 27  | Super Hexagon                                               | Win, Mac                            |
| N O V E M B E R | 27  | Virtua Fighter 2                                            | PSN                                 |
| N O V E M B E R | 28  | Baldur's Gate: Enhanced Edition                             | Win                                 |
| N O V E M B E R | 28  | Fighting Vipers                                             | XBLA                                |
| N O V E M B E R | 28  | Miner Wars 2081                                             | Win                                 |
| N O V E M B E R | 28  | Sonic the Fighters                                          | XBLA                                |
| N O V E M B E R | 28  | Virtua Fighter 2                                            | XBLA                                |
| N O V E M B E R | 28  | Under Defeat HD                                             | PS3                                 |
| N O V E M B E R | 28  | Stealth Bastard Deluxe                                      | Win                                 |
| N O V E M B E R | 29  | Jet Set Radio HD                                            | iOS, Droid                          |
| N O V E M B E R | 29  | Professor Layton vs. Phoenix Wright: Ace Attorney           | 3DS                                 |
| D E C E M B E R | 4   | Eve Online: Retribution                                     | Win                                 |
| D E C E M B E R | 4   | Far Cry 3                                                   | Win, PS3, X360                      |
| D E C E M B E R | 4   | Guardians of Middle-earth                                   | PSN, XBLA                           |
| D E C E M B E R | 4   | Guilty Gear XX Λ Core Plus                                  | PSN                                 |
| D E C E M B E R | 4   | Uncharted: Fight for Fortune                                | PSVita                              |
| D E C E M B E R | 6   | Grand Theft Auto: Vice City                                 | iOS                                 |
| D E C E M B E R | 6   | Modern Combat 4: Zero Hour                                  | iOS, Droid                          |
| D E C E M B E R | 6   | Mutant Mudds                                                | iOS                                 |
| D E C E M B E R | 7   | Awesomenauts                                                | Mac                                 |
| D E C E M B E R | 7   | Baldur's Gate: Enhanced Edition                             | iOS                                 |
| D E C E M B E R | 9   | The Snowman and the Snowdog                                 | iOS, Droid                          |
| D E C E M B E R | 10  | Test Drive: Ferrari Racing Legends                          | Win                                 |
| D E C E M B E R | 11  | 007 Legends                                                 | WiiU                                |
| D E C E M B E R | 11  | Black Knight Sword                                          | PSN                                 |
| D E C E M B E R | 11  | Grand Theft Auto: San Andreas                               | PSN                                 |
| D E C E M B E R | 12  | Black Knight Sword                                          | XBLA                                |
| D E C E M B E R | 12  | Grand Theft Auto: Vice City                                 | Droid                               |
| D E C E M B E R | 13  | Batman: Arkham City Game of the Year Edition                | Mac                                 |
| D E C E M B E R | 15  | Yumby Toss                                                  | Droid                               |
| D E C E M B E R | 17  | Nights into Dreams HD                                       | Win                                 |
| D E C E M B E R | 17  | Q.U.B.E.                                                    | Mac                                 |
| D E C E M B E R | 17  | Street Fighter X Mega Man                                   | Win                                 |
| D E C E M B E R | 17  | The War Z                                                   | Win                                 |
| D E C E M B E R | 18  | Kinect Party                                                | XBLA                                |
| D E C E M B E R | 18  | Sonic & All-Stars Racing Transformed                        | PSVita                              |
| D E C E M B E R | 20  | F1 2012                                                     | Mac                                 |
| D E C E M B E R | 20  | Final Fantasy IV                                            | iOS                                 |
| D E C E M B E R | 21  | Sonic Jump                                                  | Droid                               |